# Shahnavāz-e Soflá
Shahnavāz-e Soflá (persiska: شهنواز سفلی) är en ort i Iran.   Den ligger i provinsen Östazarbaijan, i den nordvästra delen av landet, 400 km väster om huvudstaden Teheran. Shahnavāz-e Soflá ligger 2 025 meter över havet och antalet invånare är 129.
Terrängen runt Shahnavāz-e Soflá är kuperad söderut, men norrut är den platt.Runt Shahnavāz-e Soflá är det ganska glesbefolkat, med 22 invånare per kvadratkilometer. Närmaste större samhälle är Ḩeydar Bāghī, 19,3 km söder om Shahnavāz-e Soflá. Trakten runt Shahnavāz-e Soflá består i huvudsak av gräsmarker.